# Doresópolis (ort)
Doresópolis är en ort i Brasilien.   Den ligger i kommunen Doresópolis och delstaten Minas Gerais, i den sydöstra delen av landet, 500 km söder om huvudstaden Brasília. Doresópolis ligger 694 meter över havet och antalet invånare är 1 440.
Terrängen runt Doresópolis är platt. Runt Doresópolis är det ganska glesbefolkat, med 25 invånare per kvadratkilometer.. Det finns inga andra samhällen i närheten.
Omgivningarna runt Doresópolis är huvudsakligen savann.